# Levende Legender
Levende Legender er en norsk rapsang, fra det norske hiphopband Klovner i Kamp og den er fra deres tredjle album Kunsten å fortelle fra 2003. Sangen blev skrevet af alle gruppens vokalister, Alis (Aslak Hartberg) og Dr. S (Sveinung Eide) og "Dansken" (Esben Selvig) og komponeret og produceret af gruppens DJ Thomas Gullestad. 

## Om sangen
Nummeret er introen til deres album. Sangen er overfladisk og handler primært om Klovnerne selv, og de mener:
| Citat | Vi er det største som har skjedd i norsk kultur, esse! | Citat |
|       |                                                        |       |

Sangen fungerer også et et disstrack, til folk, der tror de er smartere end de er:
| Citat | Hei, smarting, du som veit allting, som veit vi tar feil og gjør alt feil bestanding. Jævla besserwisser, vi blir ikke bestevenner, du får så fik og mister jeksler og melketenner. D har en IQ som er langt under gjennomsnittet, og du var 27 det året du kom i stemmeskiftet. Du var en usikker, mislykka, musiker, nå disser du de som lykkes der du misset. | Citat |
|       | |       |

Der blev aldrig lavet en musikvideo til denne sang.